# Данин (Јужна Каролина)
Данин (енгл. Dunean) насељено је место без административног статуса у америчкој савезној држави Јужна Каролина.

## Демографија
По попису из 2010. године број становника је 3.671, што је 487 (-11,7%) становника мање него 2000. године.
| Група             | 2000.         | 2010.         |
| Белци             | 2.662 (64,0%) | 1.925 (52,4%) |
| Афроамериканци    | 1.093 (26,3%) | 1.285 (35,0%) |
| Азијати           | 21 (0,5%)     | 12 (0,3%)     |
| Хиспаноамериканци | 337 (8,1%)    | 373 (10,2%)   |
| Укупно            | 4.158         | 3.671         |